# John Turturro
John Turturro, född 28 februari 1957 i Brooklyn i New York, är en amerikansk skådespelare. Han har medverkat i över sextio filmer och förekommer ofta i filmer av bröderna Coen, Adam Sandler och Spike Lee. Han har även regisserat, producerat och skrivit manus till flera filmer.

## Filmografi (i urval)
- 1985 – Susan, var är du?
- 1986 – The Color of Money - Revanschen
- 1986 – Hannah och hennes systrar
- 1986 – Gung Ho
- 1989 – Do the Right Thing
- 1990 – Miller's Crossing
- 1990 – State of Grace
- 1991 – Barton Fink
- 1991 – Jungle Fever
- 1993 – Utan fruktan
- 1994 – Quiz Show
- 1995 – Clockers
- 1998 – The Big Lebowski
- 1998 – Rounders - Sista spelet
- 2000 – O Brother, Where Art Thou?
- 2000 – The Man Who Cried
- 2000 – The Luzhin Defence
- 2001 – Monkeybone
- 2002 – Collateral Damage
- 2002 – Mr. Deeds
- 2003 – Anger Management
- 2004 – Secret Window
- 2005 – Romance & Cigarettes (även manus och regi)
- 2006 – A Few Days in September
- 2007 – Transformers
- 2007 – Margot at the Wedding
- 2008 – What Just Happened
- 2008 – Jiddra inte med Zohan
- 2009 – Transformers: De besegrades hämnd
- 2011 – Bilar 2 (röst)
- 2011 – Transformers: Dark of the Moon
- 2013 – Fading Gigolo (även manus och regi)
- 2017 – Transformers: The Last Knight
- 2022 – The Batman
- 2023 – Mr. & Mrs. Smith (TV-serie)

## TV (i urval)
- 2016 – The Night Of
- 2020 – The Plot Against America
- 2022 – Severance

## Utmärkelser (i urval)
- 1991 – Filmfestivalen i Cannes: Bästa manliga skådespelare (Barton Fink)
- 1992 – Sundance Film Festival: Vision Award
- 1992 – Filmfestivalen i Cannes: Caméra d'Ór (Mac)
- 2004 – Primetime Emmy Award: Gästskådespelare i komediserie (Monk)
- 2007 – Filmfestivalen i Berlin: Silverbjörnen (Den innersta kretsen)
- 2017 – Filmfestivalen i Venedig: staden Roms pris (Passione (film 2010)